# Efekt jednorodności grupy obcej
Efekt jednorodności grupy obcej (ang. out-group homogeneity), zwany też błędem jednorodności grupy obcej (ang. outgroup homogeneity bias) − tendencja do postrzegania członków grupy obcej jako bardziej do siebie podobnych (jednorodnych, homogenicznych), niż to jest w rzeczywistości oraz jako bardziej jednorodnych, niż członkowie grupy własnej. Tendencja ta jest efektem kategoryzacji społecznej i często prowadzi do powstawania stereotypów. Za twórcę pojęcia jednorodności grupy obcej uważany jest Henri Tajfel, który prowadząc badania nad kategoryzacją społeczną zauważył i opisał wiele zjawisk zachodzących w relacjach międzygrupowych.

## Wyjaśnienie efektu
Jednym z proponowanych wyjaśnień efektu jednorodności grupy obcej była liczba znanych nam osób będących członkami grupy własnej i grupy obcej. Ponieważ znamy znacznie więcej osób z grupy własnej i wchodzimy z nimi w częste interakcje, to łatwiej nam zauważyć różnice między nimi, niż pomiędzy różnymi członkami grupy obcej, których spotykamy rzadziej. Badania pokazały jednak, że występowanie efektu nie ma związku z liczbą osób znanych w grupach lub z częstotliwością interakcji (przykładem są grupy kobiet i mężczyzn, które często wchodzą w interakcje i mają podobną ilość znanych członków obu grup).
Kolejne wytłumaczenie odwołuje się do teorii tożsamości społecznej Henriego Tajfela. Poczucie tożsamości społecznej i identyfikacja z grupą własną wpływa na sposób postrzegania członków grupy własnej i obcej. Im większą rolę odgrywa identyfikacja z daną grupą, tym bardziej podobni do siebie wydają się członkowie grupy obcej i tym większa staje się skłonność do traktowania grupy obcej jako jednorodnej.

## Wyjątek w zasadzie jednorodności grupy obcej
W 1977 roku przeprowadzono badanie, które pokazało, że członkowie niektórych mniejszości (etnicznych, narodowych lub seksualnych) mogą uważać grupę własną za bardziej jednorodną, niż grupę obcą. Wytłumaczenie tego zjawiska bazuje na percepcji ich samych w kategoriach stereotypu. Skoro inni uważają ich za „takich samych”, to oni − silnie się z tą grupą identyfikując − zaczynają się tak właśnie czuć. Innym wytłumaczeniem tego zjawiska jest chęć pokazania większej solidarności grupy własnej.